# Liste der grönländischen Auslandsrepräsentationen
Die Liste der grönländischen Auslandsrepräsentationen umfasst alle diplomatischen Einrichtungen, die Grönlands Interessen im Ausland vertreten. Da Grönland nur ein autonomer Bestandteil des Königreichs Dänemark ist, verfügt das Land über keine Botschaften, sondern nur über Repräsentationen, die in etwa Konsulaten entsprechen.

## Liste
| Standort                             | Eröffnung | Repräsentationschef |
| ------------------------------------ | --------- | ------------------- |
| Kopenhagen, Dänemark                 | ?         | Jens Heinrich       |
| Brüssel, Europäische Union           | 1992      | Inuuteq Holm Olsen  |
| Washington, D.C., Vereinigte Staaten | 2014      | Kenneth Høegh       |
| Reykjavík, Island                    | 2018      | Tove Søvndahl Gant  |
| Peking, Volksrepublik China          | 2021      | Jacob Isbosethsen   |